# Krčić
Krčić är ett vattendrag i Kroatien. Det ligger i den södra delen av landet, 200 km söder om huvudstaden Zagreb.